# زومپیراک
زومپیراک (به انگلیسی: Zomepirac) یک داروهای ضدالتهاب غیراستروئیدیِ خوراکیِ مؤثر است که دارای اثرات ضدتب است. این دارو توسط شرکت McNeil Pharmaceutical ساخته شد و توسط FDA در سال ۱۹۸۰ تأیید شد و به عنوان نمک سدیم با نام تجاری Zomax فروخته شد. به دلیل اثربخشی بالینی آن، در بسیاری از موقعیت‌ها توسط پزشکان ترجیح داده شد و سهم زیادی از بازار مسکن را به دست آورد. با این حال، متعاقباً در مارس ۱۹۸۳ به دلیل تمایل آن به ایجاد آنافیلاکسی جدی در یک جمعیت کوچک، اما غیرقابل پیش‌بینی از بیماران، از بازار جمع‌آوری شد.

## سنتز
زومپیراک را می‌توان از دی اتیل ۱٬۳-استون‌دی‌کربوکسیلات، کلرواستون و محلول آبی متیل‌آمین (MeNH 2) سنتز پیرول هانش کرد. این فرایند از طریق اصلاح سنتز پیرول هانش و ایجاد واسطه ۱ آغاز می‌شود. صابونی‌سازی، مونواستریزاسیون و کربوکسیل‌زدایی حرارتی استر ۲ را به دست می‌دهد. این واسطه با N,N-دی‌متیل-p-کلروبنزآمید، آسیله می‌شود و در نهایت صابون سازی، زومپیراک(۳) را به دست می‌دهد.

سنتز زومپیراک:

## همچنین ببینید
- کتورولاک